# I Turn to You (canção de Christina Aguilera)
"I Turn To You", é um cover de uma música da boyband All-4-One, feito por Christina Aguilera, lançada como single para o seu álbum auto-intitulado Christina Aguilera. Lançado na primavera de 2000 como terceiro single do álbum, o single alcançou a posição #3 na Billboard Hot 100 durante 4 semanas, tornando-se o quarto sucesso de Aguilera no Top 10. A única balada-americana especializada em Aguilera ser a narradora, dizendo a pessoa que ela está lá quando eles estão perdendo a fé. A canção alcançou a posição #19 no Reino Unido e #40 na Austrália. "I Turn To You" chegou ao #1 na Argentina e #10 no Canadá. A canção também foi destaque no álbum de Greatest Hits de Aguilera, Keeps Gettin' Better: A Decade of Hits.
A canção é mais conhecida por mostrar o desempenho vocal poderoso de Aguilera aos 19 anos. Previamente críticos tinham começado a duvidar da força vocal de Aguilera, mas, com o lançamento de "I Turn to You", ela provou que a força vocal dela não era nenhum truque. Com a estrutura simplista da canção ela conseguiu exibir os golpes vocais dela; Nesta canção Aguilera alcança um F5 com voz de tórax cheia. A canção fez parte de seu álbum em espanhol, Mi Reflejo, com o título de Por Siempre Tú.

## Antecedentes
Depois de assinar um contrato com a RCA Records, Christina Aguilera começou a trabalhar em canções de seu álbum de estréia, previsto para janeiro de 1999. Ron Fair foi o produtor executivo do álbum e, segundo ele, "ela era um talento cru, então construir uma coleção de músicas que se tornaria seu primeiro álbum foi um processo demorado. Queríamos encontrar as que poderiam derrubar a porta e colocá-la lá em cima ". A famosa compositora Diane Warren foi contratada para escrever material para o álbum, eventualmente escrevendo a faixa "Somebody's Somebody" e sugeriu que "I Turn to You" seria perfeito para sua voz. Eventualmente, Aguilera gravou "I Turn to You" para seu álbum de estréia auto-intitulado, e a música foi escolhida como o terceiro single do álbum. Foi enviado para a rádio norte-americana em 30 de março de 2000, enquanto seu single CD foi lançado em 13 de junho de 2000. Uma versão em espanhol da música intitulada "Por Siempre Tú" foi gravada e também lançada como single, eventualmente sendo incluída em seu primeiro álbum em espanhol, Mi Reflejo.

## Composição

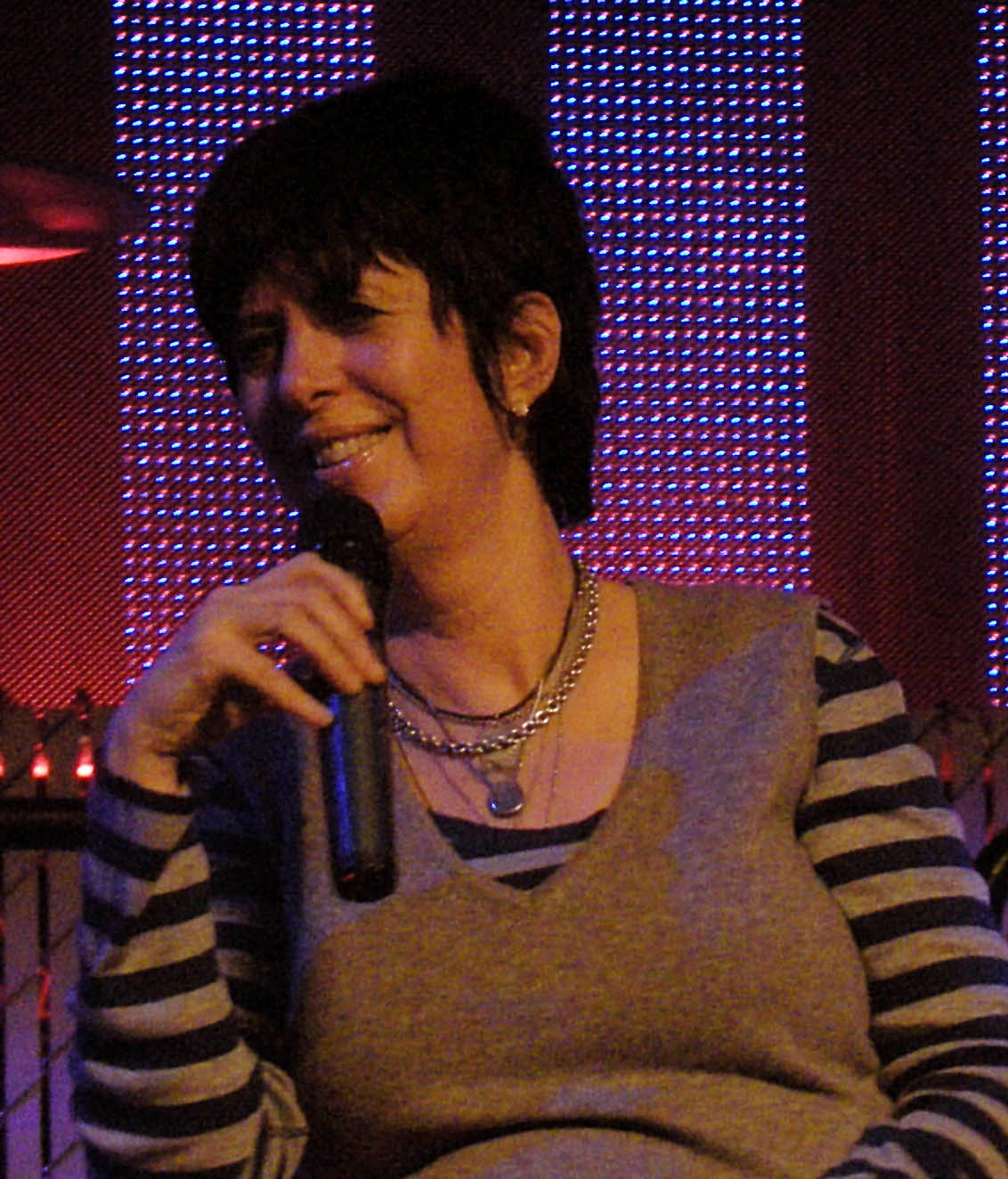
Diane Warren compositora e produtora da música

"I Turn to You" é uma balada e dura por 4:33 (quatro minutos e trinta e três segundos). De acordo com a partitura publicada por Alfred Publishing, ela tem um ritmo moderado de 62 batidas por minuto. O alcance vocal de Aguilera abrange desde a nota baixa de  até a nota alta de F5. Além de ser a compositora, Diane Warren atuou como produtora executiva da faixa, enquanto Guy Rocheorganizou, produziu e programou a faixa. Tim Pierce e Michael Thompson forneceram guitarras, Mick Guzauski mixou, enquanto os vocais de fundo foram fornecidos por Aguilera e Sue Ann Carwell.
Liricamente, a música é sobre invocar o amor daquela especial quando os tempos ficam difíceis. Para Aguilera, a música "é sobre esse tipo de amor perfeito, que todos nós sonhamos. Esse tipo de música pode fazer você se sentir seguro e aquecido em qualquer época do ano. E não há ninguém melhor a quem recorrer do que o meu. própria mãe ", afirmou. "Para um escudo, da tempestade para um amigo, para um amor para me manter seguro e quente, eu me volto para você / Para a força para ser forte, para a vontade de continuar / Por tudo que você faz, por tudo que é verdade, eu me viro para você ", ela canta no refrão.

## Recepção Crítica
"I Turn to You" recebeu críticas mistas de críticos de música, com alguns elogiando os vocais de Aguilera, enquanto outros criticando a balada por ser muito estereotipada. Em uma crítica positiva, Amanda Murray, do Sputnikmusic, chamou a canção de "canção pop verdadeiramente bem feita", escrevendo que "a música desempenha um papel menor e a voz de Aguilera é permitida a subir e brilhar mais do que em qualquer outra faixa". Apesar de ter escrito que Aguilera "faz parte da gloriosa seção intermediária", Chuck Taylor, da Billboard, achava que a faixa "é tão clichê quanto a balada", soando "mais como uma sobra da pilha do que o tipo de glorioso hino Warren é capaz de" chamando de um remake de  "Count on Me" de Whitney Houston.
Nikki Tranter, da PopMatters, chamou de "uma pequena música estragada por aquela horrível batida pop que ameaça destruir músicas de amor bregas de todos os tempos", escrevendo que "a batida só leva Etta James de Christina à qualidade de Mariah Carey ". Beth Johnson, da Entertainment Weekly, classificou-a como uma "balada chocante mais adequada para as divas de trinta e poucos anos", chamando-a "um quase idêntico roubo do próprio sucesso de Diane Warren, Celine Dion , "Because You Loved Me'". Julene Snyder de Sonic.netconsiderado "I Turn to You" um "tear-jerker projetado para incitar os frequentadores a unir os braços e cantar junto, mesmo enquanto alguns de nós nos assustamos com os histriónicos vocais exagerados." AOL Radio classificou a música no número 8 em seu "Top 10 Hits".

## Desempenho nas Paradas
"I Turn to You" estreou no número 50 na Billboard Hot 100 , tornando-se o Hot Shot Debut da semana que terminou em 15 de abril de 2000. Ele também estreou na parada Hot 100 Airplay, no número 47, com uma audiência de 28,5 milhões, também se tornando a música de maior sucesso no chart do airplay. Na sua segunda semana, a música saltou para o número 39, enquanto em sua terceira semana a música subiu para o número 30. A música entrou no top-vinte na semana de 20 de maio de 2000 (em número 19) e atingiu o pico na semana que terminou em 1 de julho de 2000, com uma enorme subida do número 17 para o número 3, tornando-se sua posição de pico e terceiro single dos dez primeiros de Aguilera. O single alcançou o primeiro lugar na parada Hot 100 Singles Sales em 15 de julho de 2000.Alcançou o número 5 na parada Adult Contemporary, tornando-se seu single mais bem sucedido na época.No Canadá, a música alcançou o top 10, no número 10.
"I Turn To You" chegou ao top-vinte na Nova Zelândia , Espanha e Reino Unido . Na Nova Zelândia, "I Turn Yo You" chegou ao 11º lugar e passou 18 semanas no gráfico; seu álbum mais longo, na Espanha, chegou ao número 12, enquanto no Reino Unido, a música chegou ao número 19, tornando-se o menor single de Aguilera lá. Em outro lugar, a música quebrou o top-quarenta. Na Austrália, "I Turn to You" também se tornou o single mais baixo de Aguilera nas paradas, chegando ao número 40 e passando 4 semanas no gráfico.

## Videoclipe
O videoclipe de "I Turn to You" foi filmado de 26 de fevereiro a 28 de fevereiro de 2000e foi dirigido por Joseph Kahn. Equivocadamente, no programa Making the Video, Rupert C. Almont foi creditado como diretor. De acordo com Aguilera, "Este vídeo é um pouco diferente dos meus outros vídeos [...] Eu estou praticamente em um palco apenas tocando meu coração. E toda a cidade que eu estou cantando, e eu estou narrar diferentes eventos que estão acontecendo nesta cidade estão em sincronia comigo ". A produção foi finalizada em 26 de março de 2000, e foi estreada em 3 de abril de 2000, durante o MTV's Making the Video e tornou-estréia mundial no MTV's Total Request Live em 10 de abril de 2000.
O enredo do vídeo segue uma jovem mulher se envolvendo em um acidente, depois de discutir com sua mãe. Mais tarde, sua mãe é vista preocupada, aguardando a notícia de onde ela está na hora tardia. O vídeo termina com a garota recebendo o apoio que ela precisa de sua mãe. Christina é vista cantando na frente de um microfone antes de andar na chuva com um guarda-chuva e em um telhado. A cena do telhado foi filmada na frente de uma tela verde, e não em um telhado real, como visto no making of. O Celebrity Cafe listou o número 5 na lista "Top 10 Christina Aguilera music videos".

## Performances Ao Vivo
Aguilera apresentou "I Turn to You" em vários lugares, sendo o primeiro em 1999 ao lado de Tevin Campbell no Alma Awards (11 de abril de 1999), seguido do Saturday Night Live (8 de abril de 2000)e Rosie O'Donnell Show. sendo os três primeiros.Ela também se apresentou em um medley com "What a Girl Wants" durante o American Music Awards de 2000, "Party in The Park","The Music Factory Dutch"e muitos outros. Aguilera também apresentou a faixa durante sua turnê "Christina Aguilera in Concert" e em seu DVD " My Reflection"(2001).

## Desempenho nas tabelas musicais
| Chart (2000)                               | Posição |
| ------------------------------------------ | ------- |
| Alemanha (Oficial German Charts)           | 65      |
| Austrália (ARIA)                           | 40      |
| Áustria (Ö3 Austria Top 40)                | 30      |
| Bélgica (Ultratop 50 de Flandres)          | 30      |
| Bélgica (Ultratop 50 da Valônia)           | 33      |
| Brasil (ABPD)                              | 3       |
| Canadá (Canadian Hot 100)                  | 7       |
| Escócia (Official Charts Company)          | 22      |
| Estados Unidos (Billboard Hot 100)         | 3       |
| Estados Unidos (Adult contemporary)        | 5       |
| Estados Unidos (Pop Songs)                 | 8       |
| Estados Unidos (Mainstream Top 40)         | 27      |
| Estados Unidos (Rhythmic)                  | 10      |
| Estados Unidos (Hot Latin Songs)           | 6       |
| Estados Unidos (Latin Pop Songs)           | 2       |
| Espanha (PROMUSICAE)                       | 12      |
| Irlanda (Irish Recorded Music Association) | 17      |
| Países Baixos (Dutch Top 40)               | 40      |
| Países Baixos (Single Top 100)             | 50      |
| Reino Unido (Official Charts Company)      | 19      |
| Suécia (Sverigetopplistan)                 | 47      |
| Suíça (Schweizer Hitparade)                | 30      |

| Chart (2000)                       | Posição |
| ---------------------------------- | ------- |
| Estados Unidos (Billboard Hot 100) | 42      |

## Histórico de Lançamentos
| País           | Data                | Formato     | Label       |
| -------------- | ------------------- | ----------- | ----------- |
| Europa         | 8 de Maio de 2000   | Maxi single | RCA Records |
| Estados Unidos | 13 de Junho de 2000 | 7" single   | RCA Records |
| Estados Unidos | 13 de Junho de 2000 | CD single   | RCA Records |